# Ascidae

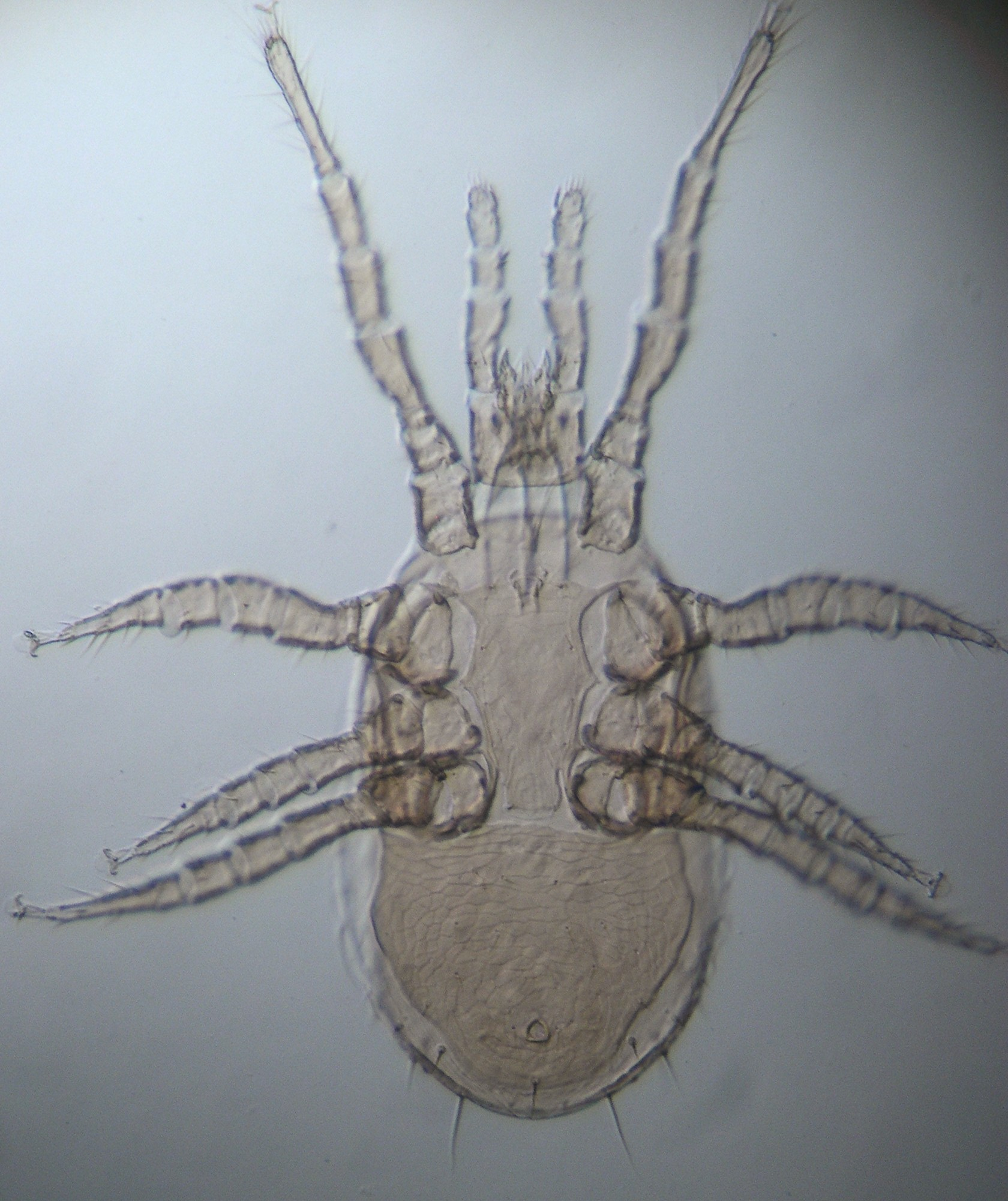
Arctoseius magnanalis (Männchen)

Die Ascidae sind eine Familie der Raubmilben (Gamasida). Sie sind weltweit verbreitet.

## Lebensweise
Die Mehrzahl der Arten dieser Familie sind freilebend, sie ernähren sich räuberisch von Insekteneiern, Jungstadien anderer Milben, sowie Fadenwürmern und deren Eiern. Einige Arten fressen am Myzel von Pilzen, manche leben parasitisch. Die meisten Arten sind mit bestimmten Insektenarten wie Hummeln oder Bienen vergesellschaftet, die sie zur Phoresie nutzen. Einige Gattungen sind auch in den Nasen von Vögeln zu finden.

## Systematik
Es gibt zwei Unterfamilien, die Arctoseiinae, hauptsächlich die Gattung Arctoseius sind auf der Nordhalbkugel bis in arktische Gebiete verbreitet. Die Ascinae kommen hingegen nur in tropischen und subtropischen Gegenden vor.
Die Familie umfasst weltweit ca. 40 Gattungen:
- Aceoseius Sellnick, 1941
- Adhaerenseius G. C. Loots & P. D. Theron, 1992
- Africoseius Krantz, 1962
- Anephiasca Athias-Henriot, 1969
- Antennoseius Berlese, 1916
- Anystipalpus Berlese, 1911
- Arctoseius Sig Thor, 1930
- Arrhenoseius Walter & Lindquist, 2001
- Asca v. Heyden, 1826
- Athiashenriotis Hüseyin Özdikmen, 2008  (früher: Arctopsis Athias-Henriot, 1973 (präokkupiert von Arctopsis Barnard, 1920, einem Krebstier))
- Blattisocius Keegan, 1944
- Cheiroseiulus G. O. Evans & A. S. Baker, 1991
- Cheiroseius Berlese, 1916
- Diseius Lindquist & Evans, 1965
- Ectoantennoseius Walter, 1998
- Gamasellodes Athias-Henriot, 1961
- Hoploseius Berlese, 1914
- Iphidozercon Berlese, 1903
- Laelaptoseius Womersley, 1960
- Lasioseius Berlese, 1916
- Leioseius Berlese, 1916
- Melichares Hering, 1838
- Mycolaelaps Lindquist, 1995
- Neojordensia Evans, 1957
- Orolaelaps de Leon, 1963
- Orthadenella Athias-Henriot, 1973
- Platyseius Berlese, 1916
- Plesiosejus Evans, 1960
- Proctogastrolaelaps McGraw & Farrier, 1969
- Paraproctolaelaps Bregetova, 1977
- Proctolaelaps Berlese, 1923
- Protogamasellus Karg, 1962
- Rettenmeyerius Elzinga, 1998
- Rhinoseius Baker & Yunker, 1964
- Tropicoseius Baker & Yunker, 1964
- Xanthippe Naskrecki & Colwell, 1995
- Xenoseius Lindquist & Evans, 1965
- Zerconopsis Hull, 1918
- Zercoseius Berlese, 1916